# Vadžnes
Vadžnes, známý také jako Veneg, byl faraonem vládnoucím v archaické (ranědynastické) době. Kromě fragmentů váz v Džoserově stupňovité pyramidě se jeho jméno dochovalo už jen na pozdějších královských seznamech. Podle nich byl čtvrtým králem 2. dynastie. Jeho hrobka nebyla nalezena.